# Petersburg (Virginia)
Petersburg ist eine Stadt im US-Bundesstaat Virginia. Es ist eine sogenannte Independent City und damit keinem County zugeordnet. Das U.S. Census Bureau hat bei der Volkszählung 2020 eine Einwohnerzahl von 33.458 ermittelt.

## Geographie
Petersburg liegt am größten Wasserfall des Flusses Appomattox. Die Stadt gehört zur Großregion „Richmond-Petersburg“, obwohl sie eine unabhängige Stadt ist und offiziell keinem County zugeordnet ist. Sie wird für statistische Zwecke oftmals dem Dinwiddie County zugerechnet.

## Geschichte
Petersburg wurde als Fort Henry 1645 gegründet. Auf Grund der Lage der Stadt an einem für die Schifffahrt unüberwindlichen Wasserfall wuchs die Stadt rapide an und es entstand ein großer Hafen. Im Jahr 1748 erhielt Petersburg offiziell die Stadtrechte. Die Schlacht von Petersburg 1781 war Teil des britischen Versuchs, Virginia zu erobern.
1851 wurden Gaslaternen eingeführt und 1857 ein Abwassersystem gebaut. Zu dieser Zeit entwickelte sich der Tabakanbau als zweiter wichtiger Wirtschaftszweig von Petersburg neben den mit dem Hafen verbundenen Tätigkeiten. Es wurden aber auch in größeren Mengen Baumwolle angebaut und es entwickelte sich ein florierendes Bankwesen.
1860 hatte Petersburg 18.266 Einwohner, von denen die Hälfte schwarz und etwa ein Drittel freie Bürger waren. Während des Amerikanischen Bürgerkriegs kam es zu einer 292 Tage dauernden Schlacht von Petersburg, die westlich, südlich und östlich der Stadt geführt wurde und mit der Aufgabe der Stadt am 25. März 1865, kurz vor dem Ende des Krieges, endete. Die Stadt war im Bürgerkrieg deshalb besonders umkämpft, weil Petersburg für die Konföderierten wirtschaftlich bedeutend war und sich fünf Bahnlinien an der Brücke über den Appomattox vereinigten, sie waren die nahezu unverzichtbare Verbindung vom letzten in konföderierter Hand verbliebenen Seehafen Wilmington, North Carolina nach Richmond und weiter ins Innere der Konföderation.

## Historische Objekte
- In der South Adams Street auf Nummer 32 befindet sich das historische Cohen House. Es wurde 2007 vom National Register of Historic Places aufgenommen.
- Auf der Old Street (Nummer 20 bis 28), steht das Appomattox Iron Works. Das historische Eisenwerk wurde 1976 vom National Register of Historic Places aufgenommen.[3]

## Bevölkerung

### Einwohnerentwicklung
| Jahr | Einwohner |
| ---- | --------- |
| 1980 | 41.055    |
| 1990 | 38.386    |
| 2000 | 33.740    |
| 2010 | 32.420    |
| 2020 | 33.458    |

### Söhne und Töchter der Stadt
- Thomas B. Robertson (1775–1828), Politiker und Gouverneur
- Charles Fenton Collier (1827–1899), Jurist, Politiker und Offizier
- John McEnery (1833–1891), Politiker
- William E. Cameron (1842–1927), Politiker
- Benjamin Joseph Keiley (1847–1925), römisch-katholischer Bischof von Savannah
- William Robertson McKenney (1851–1916), Politiker
- Francis R. Lassiter (1866–1909), Jurist und Politiker
- William Lassiter (1867–1959), Generalmajor der United States Army
- Patrick H. Drewry (1875–1947), Politiker
- Leonard T. Gerow (1888–1972), General
- Joseph Cotten (1905–1994), Film- und Bühnenschauspieler
- Wilford Leach (1929–1988), Theaterregisseur, Bühnenbildner, Filmregisseur und Drehbuchautor
- Dick Morgan (1929–2013), Jazzmusiker
- Steve Cowper (* 1938), Politiker
- Newman Taylor Baker (* 1943), Jazz-Schlagzeuger
- Moses Malone (1955–2015), Basketballspieler
- Jennifer McClellan (* 1972), Politikerin
- Trey Songz (* 1984), Sänger
- Danny Cruz (* 1990), Fußballspieler
- Quinton Spain (* 1991), American-Football-Spieler
- C. J. Prosise (* 1994), American-Football-Spieler